# Longplay
Longplay je peti album sarajevske grupe Plavi orkestar. Ovo je prvi album nakon ratova na prostoru bivše SFRJ. Najveći hitovi sa ovog albuma su Od rođendana do rođendana i Ako su to samo bile laži. Izašao je 1998. godine.

## Pozadina
Godine 1996, Saša Lošić sarađuje sa Severinom na albumu Moja stvar na pjesmi Od rođendana do rođendana (koja će se pojaviti s potpuno drugim aranžmanu i tekstu na ovom albumu). Iste godine, Croatia Records izdaje komplicaije Everblue s velikim hitovima Plavog orkestra.
1997. godine Loša zajedno sa slovenskim kolegom Zoranom Predinom, sklada pjesmu Zbudi se (Probudi se) koju pjeva Tanja Ribič. Na Euroviziji te godine skladba osvojila 10. mjesto sa 60 bodova. Osim te, Loša je skladao je pjesmu Jagode in čokolada (Jagode i čokolada) za slovenski sastav Rok 'n' Band, koji je osvijio 3. mjesto na slovenskom finalu za Euroviziju. Pjesmu će u godini kad je izašao Longplay, prepjevati splitska grupa Đavoli.